# Église Santa Lucia del Gonfalone

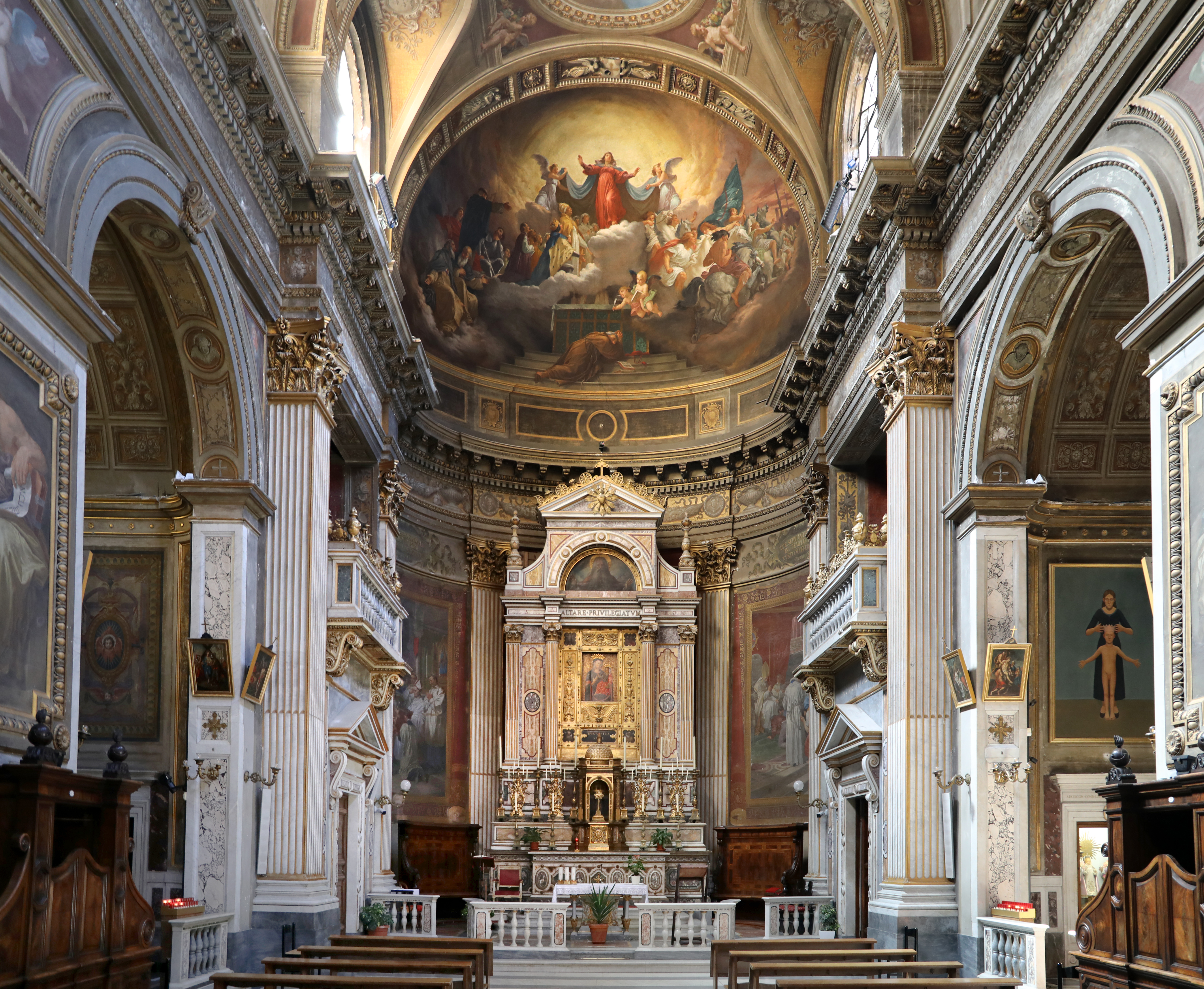
L'intérieur.

Pour les articles homonymes, voir Église Sainte-Lucie.
L'église Santa Lucia del Gonfalone est une église du centre de Rome. Elle se trouve Via dei Banchi Vecchi, au sud du Corso Vittorio Emanuele II.

## Archiconfraternité de la Gonfalone
L'Archiconfraternité de la Gonfalone était un groupe de pénitents blancs (à cause de la couleur de leur robe) qui avaient leur siège dans l'église. Ils ont été établis en 1264 à Rome. Saint Bonaventure, à l'époque de l'Inquisiteur général du Saint-Office, prescrit les règles, et l'habit blanc, avec le nom Recommendati B. V. 
Cette confrérie a été érigée dans l'Église de Sainte-Marie-Majeure par le Pape Clément IV en 1265. La Confraternité a absorbé quatre Confréries qui avaient été érigées dans Santa Maria in Aracoeli. Elle a été élevée au rang d'Archiconfraternité. Le titre de gonfalone, ou porte-étendard, a été acquis lorsque les membres ont élu un gouverneur de Rome pour représenter les Papes en fonction à Avignon, malgré la violente opposition des familles aristocratiques Romaines.
De nombreux privilèges et des églises ont été octroyées à des membres de cette association par les pontifes successifs, leur siège étant désormais l'église de Santa Lucia del Gonfalone. Les obligations des membres sont de soigner les malades, d'enterrer les morts, de fournir le service médical pour ceux qui ne peuvent pas se le permettre, et de donner la dot des jeunes filles pauvres. Ce qui distingue ces Pénitents Blancs des autres confréries est le cercle sur l'épaule de l'habit, avec à l'intérieur une croix rouge et blanche.

## Architecture
La dernière reconstruction a été effectuée par Marco David en 1764 en style baroque ; l'intérieur a été décoré de fresques par Francesco Azzurri en 1866. L'église a été gratifiée d'un titre cardinalice par le Pape Jean-Paul II le 21 octobre 2003.

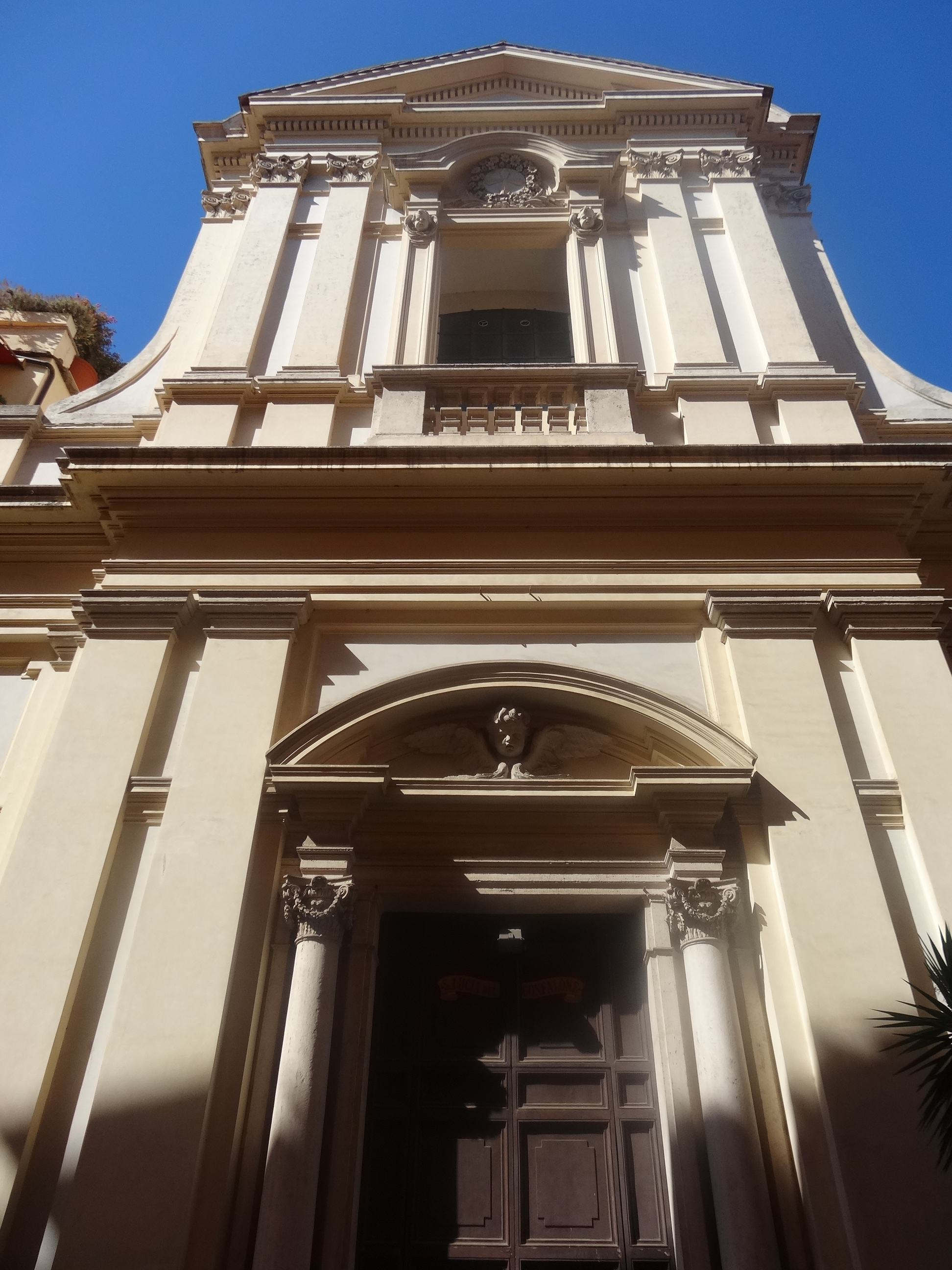
Façade
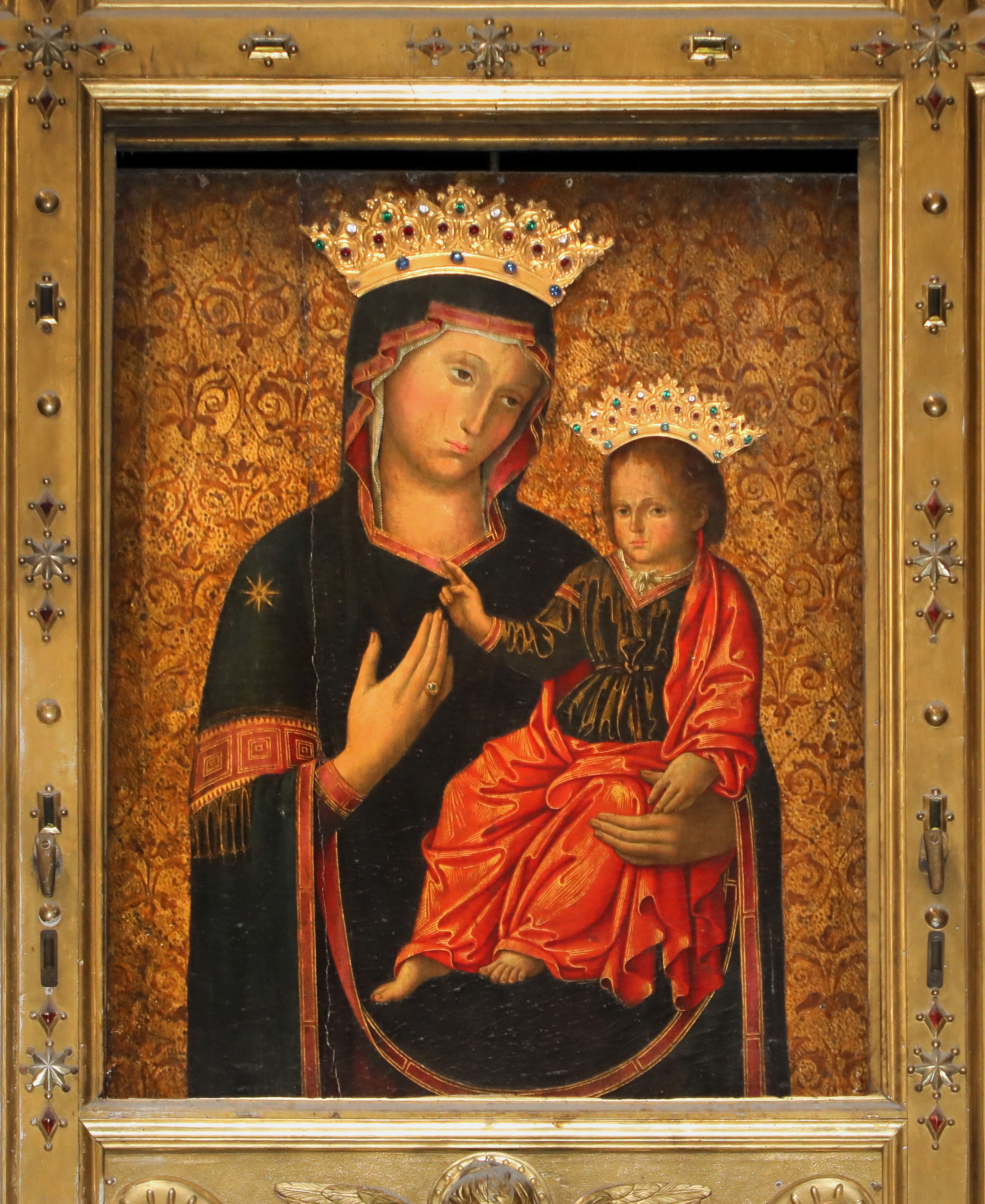
La Madonna del Gonfalone
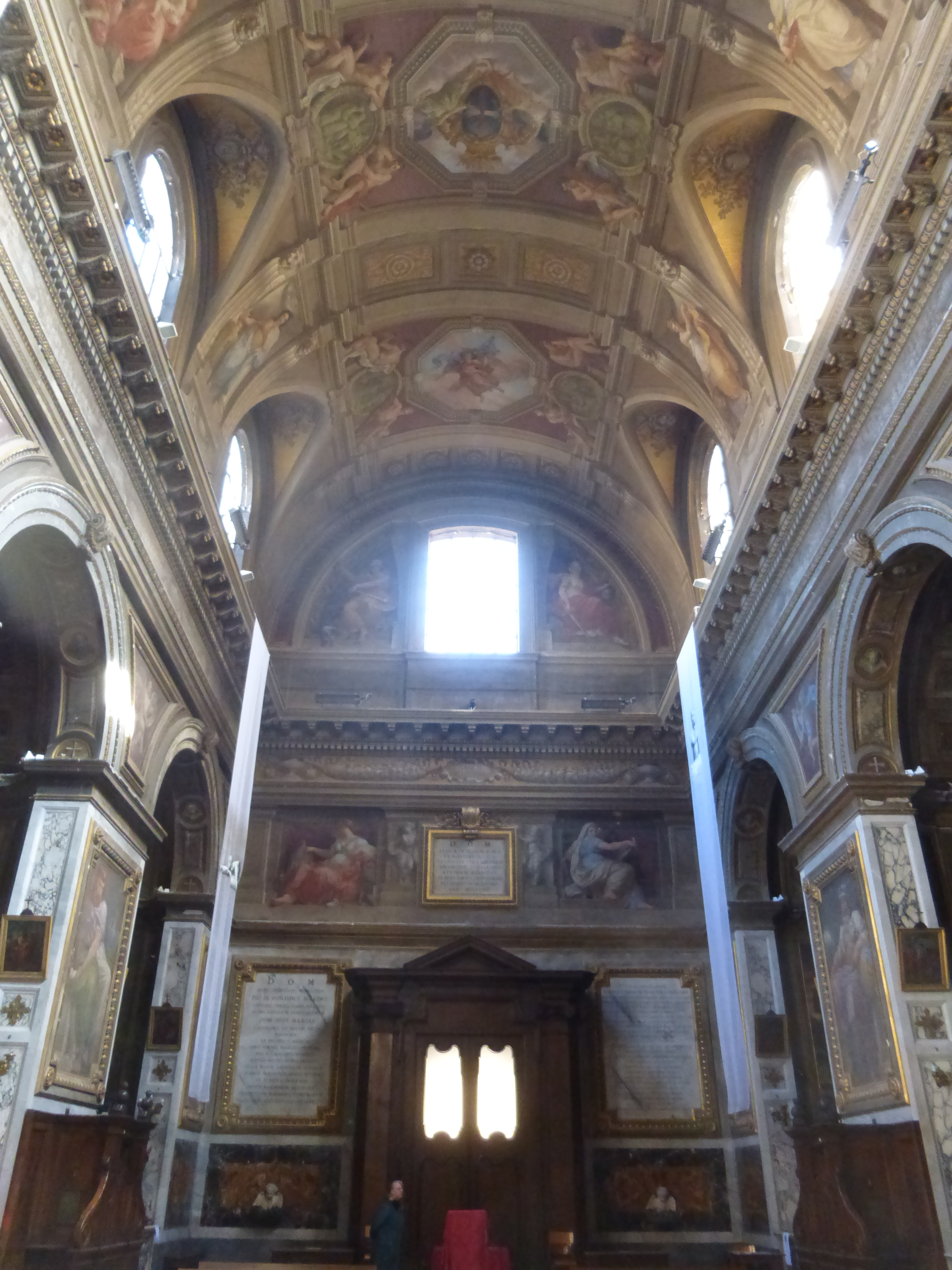
Contre façade
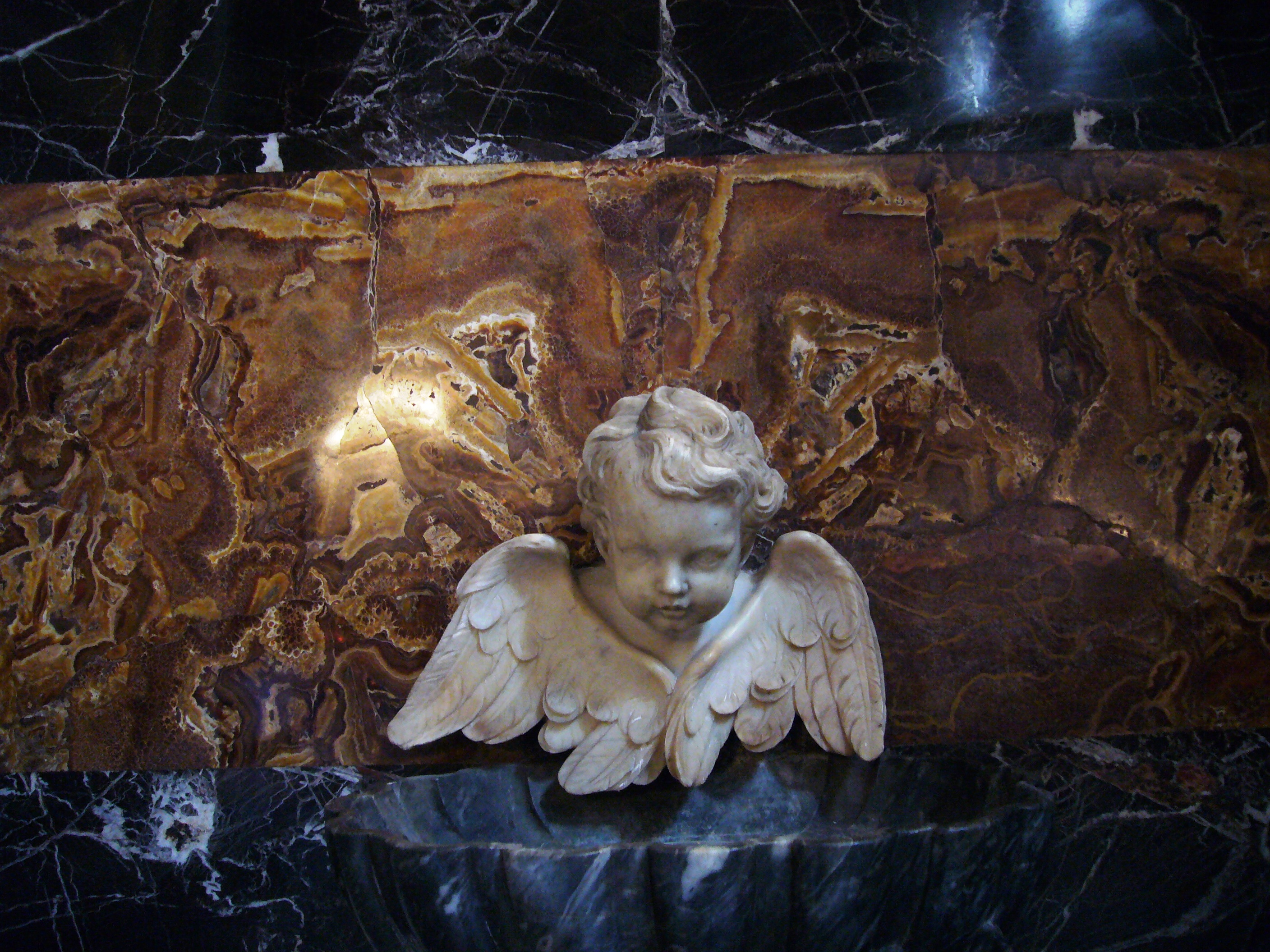
Bénitier
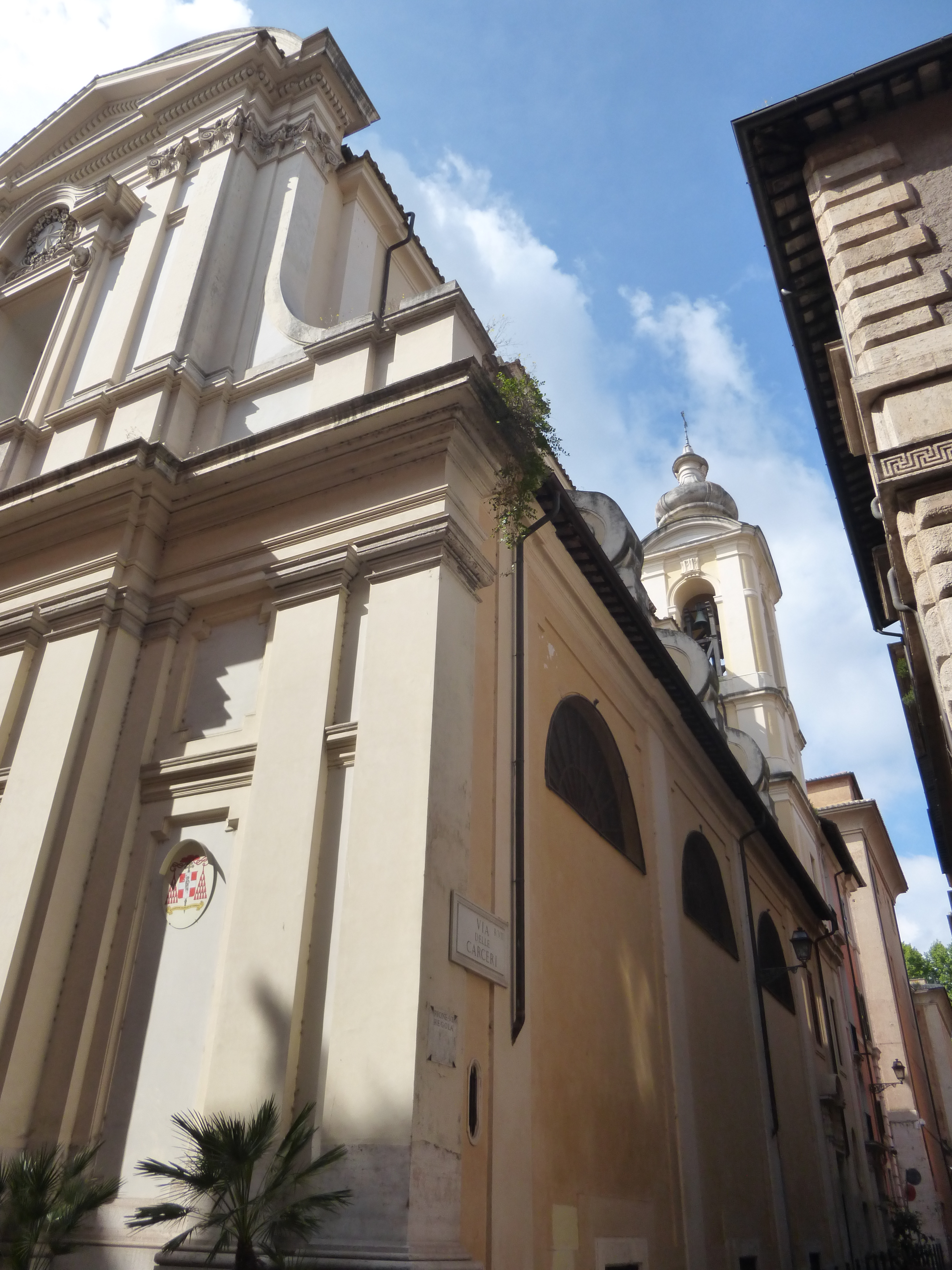
Vue latérale